# Adolph Kiefer
Pour les articles homonymes, voir Kiefer.
Adolph Gustav Kiefer, né le 27 juin 1918 à Chicago (Illinois) et mort le 5 mai 2017 à Wadsworth (Illinois),, est un nageur américain.

## Biographie
Adolph Kiefer, fils d'émigrants allemands, a été sacré champion olympique sur 100 m dos aux Jeux olympiques d'été de 1936. Pendant la Seconde Guerre mondiale, il était engagé dans la formation des soldats de l'US Navy et a écrit un manuel sur la natation. Après la guerre, il a fondé une société qui produit des articles de natation.
En 1965, Adolph Kiefer a fait son entrée dans l'International Swimming Hall of Fame.

### Palmarès

#### Jeux olympiques d'été
- Jeux olympiques d'été de 1936 à Berlin (Allemagne)
  -  Médaille d'or sur 100 m dos

## Kiefer et Hitler
Aux Jeux olympiques de Berlin, alors que Kiefer s'entraine, Hitler et Hermann Goering viennent le voir, Hitler ayant appris que Kiefer était d'origine allemande.
Kiefer raconte au journaliste du New York Times, Ira Berkow,  en 2000, qu'il se souvient d'Hitler comme d'un homme de petite taille avec une petite main et une poignée de main molle.
À l'époque, Kiefer raconte, il se sentait honoré de cette visite. Mais avec ce qu'il apprend par la suite, s'il avait su, il aurait jeté Hitler à l'eau et l'aurait noyé.